# Maine (Marathon)
Maine es un pueblo ubicado en el condado de Marathon en el estado estadounidense de Wisconsin. En el Censo de 2010 tenía una población de 2337 habitantes y una densidad poblacional de 21,28 personas por km².

## Geografía
Maine se encuentra ubicado en las coordenadas 45°3′29″N 89°40′53″O / 45.05806, -89.68139. Según la Oficina del Censo de los Estados Unidos, Maine tiene una superficie total de 109.8 km², de la cual 108.7 km² corresponden a tierra firme y (1%) 1.1 km² es agua.

## Demografía
Según el censo de 2010, había 2337 personas residiendo en Maine. La densidad de población era de 21,28 hab./km². De los 2337 habitantes, Maine estaba compuesto por el 93.54% blancos, el 0.13% eran afroamericanos, el 0% eran amerindios, el 3.64% eran asiáticos, el 0.09% eran isleños del Pacífico, el 1.67% eran de otras razas y el 0.94% pertenecían a dos o más razas. Del total de la población el 2.27% eran hispanos o latinos de cualquier raza.